# Collegium Helveticum
Das Collegium Helveticum ist ein in Zürich beheimatetes Institute for Advanced Study. Es ist eine gemeinsame Einrichtung der Universität Zürich, der ETH Zürich und der Zürcher Hochschule der Künste. Sein Auftrag besteht in der Förderung der Begegnung und des Dialogs zwischen den Geistes- und Sozialwissenschaften, den Natur- und Ingenieurwissenschaften, den medizinischen Wissenschaften sowie den Künsten. Den Kern der wissenschaftlichen und künstlerischen Arbeit am Collegium Helveticum bildet sein internationales und interdisziplinäres Fellowprogramm.

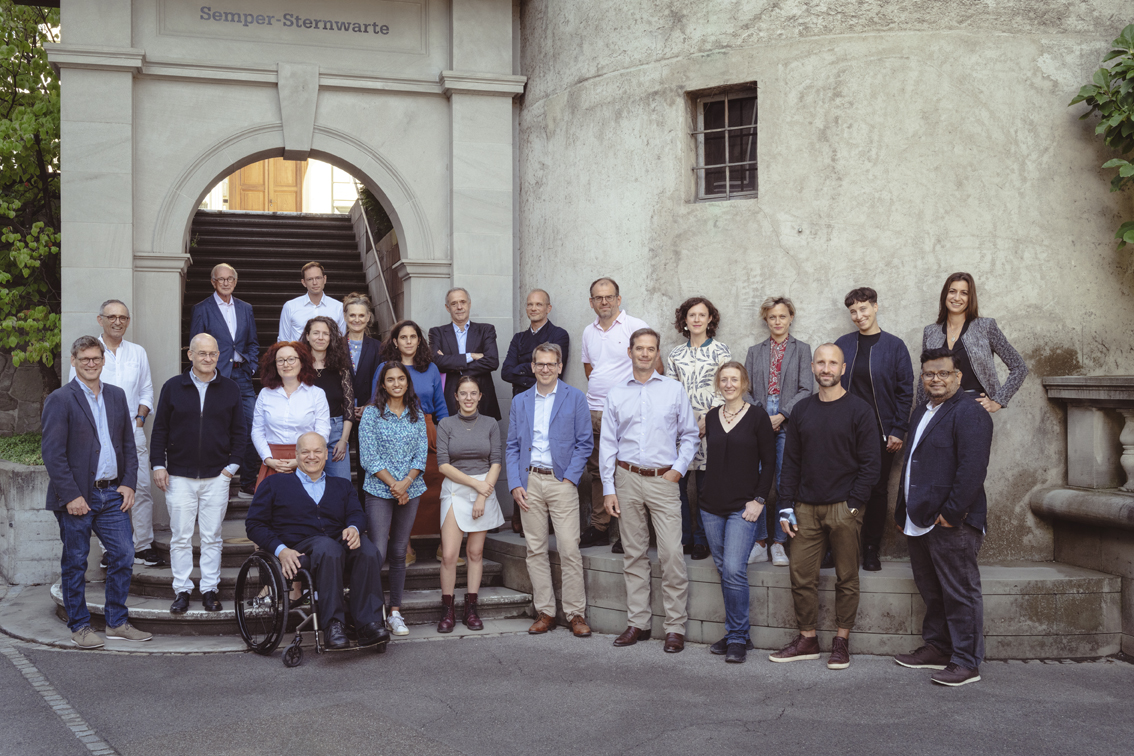
Fellows am Collegium (Stand: 8. September 2022). Foto: Zoe Tempest

## Profil
Der Schwerpunkt des Collegium Helveticum liegt auf der Förderung der intellektuellen Unabhängigkeit und des interdisziplinären Austausches sowohl zwischen seinen wissenschaftlichen und künstlerischen Fellows als auch mit der internationalen Forschungsgemeinschaft. Das Collegium Helveticum ist Teil der internationalen Wissenschaftsnetzwerke UBIAS (University-Based Institutes for Advanced Study) und NetIAS (Network of European Institutes for Advanced Study). Ergänzend zur Forschungstätigkeit seiner Fellows realisiert das Collegium Helveticum Veranstaltungen zur Interaktion von Wissenschaft und Kunst mit Wirtschaft, Kultur, Gesellschaft und Umwelt. Darüber hinaus bildet es, teils in Kooperation mit anderen Institutionen und Initiativen, eine Plattform für die Entwicklung, Umsetzung und Reflexion kollaborativer, interdisziplinärer Forschungsvorhaben. Geleitet wird das Collegium Helveticum seit dem 1. Januar 2021 durch Sebastian Bonhoeffer und hat seitdem sein Fellowprogramm neu ausgerichtet. Neu arbeiten Junior Fellows und Senior Fellows während eines Fellowjahres an individuellen wissenschaftlichen und künstlerischen Projekten mit einem interdisziplinären Ansatz.

## Geschichte
Das Collegium Helveticum wurde 1997 von der ETH Zürich gegründet. Der Kern des Collegium Helveticum bildete bis 2004 ein interdisziplinäres Graduiertenkolleg für junge Wissenschaftler der Universität Zürich und der ETH Zürich. Seit 2004 wird das Collegium Helveticum gemeinsam von ETH Zürich und Universität getragen. Gleichzeitig wurde die Struktur mit auf fünf Jahre gewählten Fellows eingeführt, die an einem gemeinsam definierten Schwerpunktthema arbeiten. Seit 2016 agiert die Zürcher Hochschule der Künste als dritte Hochschule innerhalb der Trägerschaft. Die Fellows der Periode 2004–2009 befassten sich mit dem Schwerpunktthema „Die Rolle der Emotionen: ihr Anteil bei menschlichem Handeln und bei der Setzung sozialer Normen“, die folgende Fellowperiode (2009–2016) mit „Reproduzierbarkeit, Vorhersage, Relevanz“. Für die im Herbstsemester begonnene Fellowperiode 2016–2020 lautet das Thema „Digital Societies“.

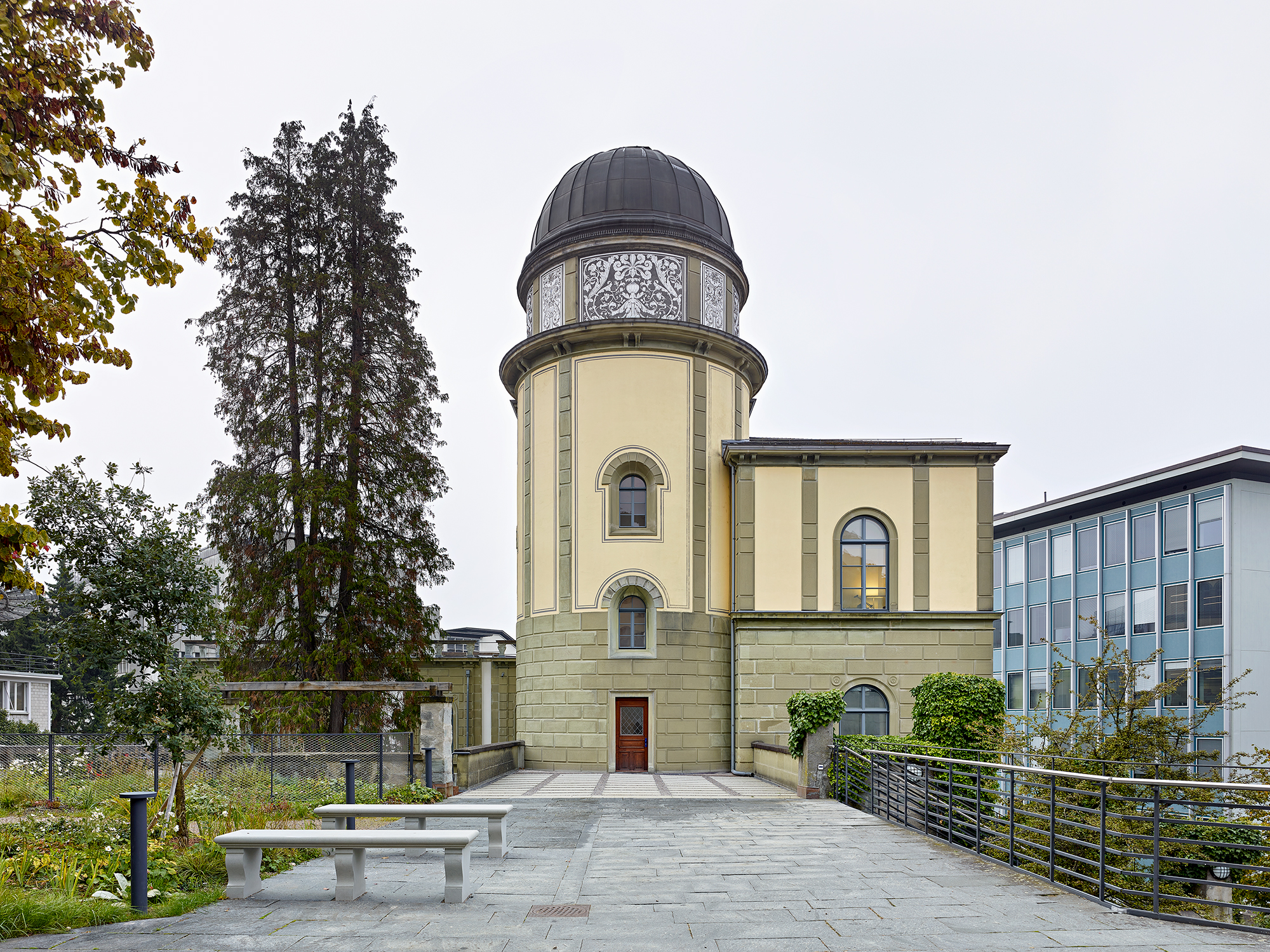
Das Collegium Helveticum ist seit 1997 in der alten Semper-Sternwarte der ETH Zürich beheimatet. Foto: Dirk Weiss

Erster Leiter des Collegium Helveticum war Adolf Muschg. 1998 ging die Leitung an Helga Nowotny über, welche diese bis zu ihrer Emeritierung im Jahr 2002 innehatte. Als Leiter ad interim stand Peter Rieder bis Ende September 2004 dem Collegium Helveticum vor. Zwischen 2004 und 2015 fungierte Gerd Folkers als Leiter, ab 2016 Thomas Hengartner. Nach dessen Tod 2018 wurde das Institut bis 2020 interimistisch von Hartmut von Sass und anschliessend bis 2021 von Christian Ritter geleitet. Seit Januar 2021 ist Sebastian Bonhoeffer der Leiter.

## Ort
Das Collegium Helveticum wird beherbergt von der Sempersternwarte der ETH Zürich. Der Bau der Sternwarte ist eng mit dem Mathematiker und Astronomen Rudolf Wolf (1816–1893) verbunden, der 1855 als Professor für Astronomie an das neu gegründete Eidgenössische Polytechnikum in Zürich berufen wurde sowie mit Gottfried Semper (1803–1879), Professor für Architektur und Leiter der Bauschule am Polytechnikum Zürich. Per Regierungsratsbeschluss wurde 1981 das überkommunale Inventar der Denkmalpflege über die Stadt Zürich in Kraft gesetzt, welches die Sternwarte zum Schutzobjekt von kantonaler Bedeutung macht. Nach einer aufwändigen Restauration (1995–1997) beherbergt die Sternwarte seit 1997 das Collegium Helveticum.